# Делфтская ратуша
Делфтская ратуша — здание городского совета в городе Делфт, провинция Южная Голландия, Нидерланды. Памятник архитектуры стиля Возрождения, достопримечательность средневекового голландского города. Расположена в юго-западной части Рыночной площади Делфта, напротив Новой церкви.
Первое здание ратуши на Рыночной площади Делфта было построено ещё в начале XIII века. Это было массивное каменное задние с башней, служившей тюрьмой. В 1536 году башня украсилась часами с четырьмя циферблатами, смотрящими на разные стороны света. Именно здесь в 1584 году дожидался приговора Балтазар Жерар, убийца принца Вильгельма Оранского. Старая ратуша пережила несколько крупных городских пожаров, но в пожаре 1618 года здание сгорело полностью, сохранилась только тюремная башня.
Строительство нового здания ратуши на старом фундаменте было поручено архитектору Хендрику де Кейзеру, руководившему постройкой Новой церкви на противоположной стороне Рыночной площади.
Хендрик де Кейзер пристроил к средневековой башне новое двухэтажное здание в стиле Возрождения с высокими фронтонами, сочетающее монументальность с лёгкостью. Здание ратуши было закончено к 1620 году, вошедшая в него средневековая башня остаётся сегодня самой старой сохранившейся постройкой Делфта.
Здание делфтской ратуши претерпело множество изменений и реконструкций, однако в середине XX века ему был возвращён первоначальный ренессансный облик. Ратуша и сейчас используется по назначению, здесь проходят заседания городского совета, церемонии бракосочетания. В здании ратуши сохранились портреты принцев Оранских-Нассау кисти голландского художника Михиля ван Миревельта. Здесь располагается также небольшой музей, экспонирующий средневековые орудия пыток.